# Steven Weber
Steven Robert Weber (4 de março de 1961 em Nova Iorque) é um ator americano. Se destacou por interpretar Brian Hackett na telessérie Wings, o prefeito Douglas Hamilton em NCIS: New Orleans, Gary Bolan (o diretor da escola) em 13 Reasons Why, e Vaughn du Clark em iZombie.
Era casado com a atriz Finn Carter entre 1985 e 1992, quando pediu o divórco.

## Filmografia

### Filmes
| Year | Title                                        | Role                                  | Notes                           |
| ---- | -------------------------------------------- | ------------------------------------- | ------------------------------- |
| 1984 | The Flamingo Kid                             | Paul Hirsch                           |                                 |
| 1985 | Flanagan                                     | Sean                                  |                                 |
| 1987 | Hamburger Hill                               | Sergeant First Class Dennis Worcester |                                 |
| 1987 | The Little Fox                               | Vic adulto                            | Dublagem inglesa                |
| 1990 | Angels                                       | —                                     |                                 |
| 1992 | Single White Female                          | Sam Rawson                            |                                 |
| 1993 | The Temp                                     | Brad Montroe                          |                                 |
| 1994 | Benders                                      | The Man                               |                                 |
| 1995 | Just Looking                                 | Craig                                 |                                 |
| 1995 | Take Out the Beast                           | Drummond                              | Short film                      |
| 1995 | Jeffrey                                      | Jeffrey                               |                                 |
| 1995 | Leaving Las Vegas                            | Marc Nussbaum                         |                                 |
| 1995 | Dracula: Dead and Loving It                  | Harker                                |                                 |
| 1998 | I Woke Up Early the Day I Died               | Policeman in Alley                    |                                 |
| 1998 | Sour Grapes                                  | Evan Maxwell                          |                                 |
| 1998 | Break Up                                     | Officer Andrew Ramsey                 |                                 |
| 1998 | An All Dogs Christmas Carol                  | Charlie B. Barkin                     | Voice only Direct-to-video film |
| 1999 | At First Sight                               | Duncan Allanbrook                     |                                 |
| 2000 | Timecode                                     | Darren Fetzer                         |                                 |
| 2000 | Sleep Easy, Hutch Rimes                      | Hutch Rimes                           |                                 |
| 2000 | Joseph: King of Dreams                       | Simeon                                | Voice only                      |
| 2005 | Sexual Life                                  | David Wharton                         |                                 |
| 2005 | Inside Out                                   | Norman                                |                                 |
| 2005 | The Amateurs                                 | Howard                                |                                 |
| 2007 | Choose Connor                                | Lawrence Connor                       |                                 |
| 2008 | Farm House                                   | Samael                                |                                 |
| 2009 | My One and Only                              | Wallace MacAllister                   |                                 |
| 2010 | Son of Mourning                              | Lt. Governor Fitch                    |                                 |
| 2011 | The Big Year                                 | Rick McIntire                         |                                 |
| 2011 | A Little Bit of Heaven                       | Rob Randolph                          |                                 |
| 2013 | Crawlspace                                   | Aldon Webber                          |                                 |
| 2016 | Amateur Night                                | Dr. Kurtz                             |                                 |
| 2017 | Ghost Recon Wildlands: War Within the Cartel | Deputy Director Davis                 | Short film                      |
| 2017 | Handsome: A Netflix Mystery Movie            | Talbert Bacorn                        |                                 |

### Televisão
| Year         | Title                                      | Role                                                                                       | Notes                                                           |
| ------------ | ------------------------------------------ | ------------------------------------------------------------------------------------------ | --------------------------------------------------------------- |
| 1984         | American Playhouse                         | Tom Driscoll                                                                               | Episode: "Pudd'nhead Wilson"                                    |
| 1985         | As the World Turns                         | Kevin Gibson                                                                               | Episode: "The Ceremony"                                         |
| 1987         | Crime Story                                | Gary Holiday                                                                               | Episode: "Little Girl Lost"                                     |
| 1989         | Kojak: Fatal Flaw                          | Conrad St. John                                                                            | Television movie                                                |
| 1989         | When We Were Young                         | Ben Kirkland                                                                               | Television movie                                                |
| 1990–1997    | Wings                                      | Brian Michael Hackett                                                                      | 172 episodes                                                    |
| 1990         | The Kennedys of Massachusetts              | Pres. John F. Kennedy                                                                      | 3 episodes                                                      |
| 1990         | In the Line of Duty: A Cop for the Killing | Matt Fisher                                                                                | Television movie                                                |
| 1991         | Deception: A Mother's Secret               | Terry                                                                                      | Television movie                                                |
| 1991         | Tales from the Crypt                       | Dale Sweeney                                                                               | Episode: "Mournin' Mess"                                        |
| 1993         | Star Trek: Deep Space Nine                 | Colonel Day                                                                                | Episode: "The Siege"                                            |
| 1993         | In the Company of Darkness                 | Kyle Timler                                                                                | Television movie                                                |
| 1994         | Betrayed by Love                           | Agent Jeff Avery                                                                           | Television movie                                                |
| 1995–1997    | Duckman: Private Dick/Family Man           | Brian Hackett                                                                              | 2 episodes (voice)                                              |
| 1996–1998    | All Dogs Go to Heaven: The Series          | Charlie B. Barkin                                                                          | 20 episodes (voice)                                             |
| 1997         | The Outer Limits                           | 8x10 Man                                                                                   | Episode: "The Revelation of 'Becka Paulson"                     |
| 1997         | Extreme Ghostbusters                       | Francois Russo (voice)                                                                     | Episode: "Dry Spells"                                           |
| 1997         | The Shining                                | Jack Torrance                                                                              | 3 episodes Saturn Award for Best Actor on Television            |
| 1998         | The Simpsons                               | Neil (voice)                                                                               | Episode: "King of the Hill"                                     |
| 1998–1999    | Hercules                                   | Odysseus (voice)                                                                           | 2 episodes (voice)                                              |
| 1998         | The New Batman Adventures                  | J. Carroll Corcoran                                                                        | Episode: "Judgement Day" (voice)                                |
| 1998         | Thanks of a Grateful Nation                | Jared Gallimore                                                                            | Television movie                                                |
| 1999         | Stark Raving Mad                           | Rod                                                                                        | Episode: "The Stalker"                                          |
| 1999         | Love Letters                               | Andrew Ladd                                                                                | Television movie                                                |
| 1999         | Late Last Night                            | Jeff                                                                                       | Television movie                                                |
| 2000–2001    | Cursed                                     | Jack Nagle                                                                                 | 17 episodes                                                     |
| 2000–2002    | Once and Again                             | Sam Blue                                                                                   | (recurring season 1; regular season 3)                          |
| 2000–2002    | Baby Blues                                 | Dr. Gruber                                                                                 | 2 episodes (voice)                                              |
| 2000         | Common Ground                              | Gil Roberts                                                                                | Television movie                                                |
| 2001         | Club Land                                  | Stuey Walters                                                                              | Television movie                                                |
| 2001         | The Legend of Tarzan                       | Ed                                                                                         | Episode: "Tarzan and the Mysterious Visitor" (voice)            |
| 2002         | The Zeta Project                           | Eugene Dolan                                                                               | Episode: "Lost & Found" (voice)                                 |
| 2002–2003    | Fillmore!                                  | Various voices                                                                             | 4 episodes (voices)                                             |
| 2003         | The Lyon's Den                             | Allen Forrester                                                                            | Episode: "Trick or Treat"                                       |
| 2003         | I'm with Her                               | Kyle Britton                                                                               | Episode: "The Last Action Queero"                               |
| 2004         | The D.A.                                   | Dist. Atty. David Franks                                                                   | 2 episodes                                                      |
| 2004         | Higglytown Heroes                          | Gardener Hero                                                                              | Episode: "Twinkle Tooth"                                        |
| 2004         | The Twelve Days of Christmas Eve           | Calvin Carter                                                                              | Television movie                                                |
| 2005         | Reefer Madness                             | Jack Stone                                                                                 | Television movie                                                |
| 2005         | American Dad!                              | (voice)                                                                                    | Episode: "Francine's Flashback"                                 |
| 2005         | Masters of Horror                          | Frank Spivey                                                                               | Episode: "Jenifer"                                              |
| 2005–2006    | Will & Grace                               | Sam Truman                                                                                 | 2 episodes                                                      |
| 2006         | Nightmares & Dreamscapes                   | Clark Rivingham                                                                            | Episode: "You Know They Got a Hell of a Band"                   |
| 2006         | Stephen King's Desperation                 | Steve Ames                                                                                 | Television movie                                                |
| 2006–2007    | Studio 60 on the Sunset Strip              | Jack Rudolph                                                                               | 18 episodes                                                     |
| 2007         | More of Me                                 | Rex                                                                                        | Television movie                                                |
| 2007         | Monk                                       | Max Hudson                                                                                 | Episode: "Mr. Monk Is on the Air"                               |
| 2007         | Side Order of Life                         | James Kendall                                                                              | Episode: "Funeral for a Phone"                                  |
| 2007         | Law & Order: Special Victims Unit          | Matthew Braden                                                                             | 3 episodes                                                      |
| 2007–2008    | Brothers & Sisters                         | Graham Finch                                                                               | 8 episodes                                                      |
| 2008         | Psych                                      | Jack Spencer                                                                               | Episode: "The Greatest Adventure in the History of Basic Cable" |
| 2008         | Without a Trace                            | Clark Medina                                                                               | 4 episodes                                                      |
| 2008         | Desperate Housewives                       | Lloyd                                                                                      | Episode: "City on Fire"                                         |
| 2009         | Party Down                                 | Ricky Sargulesh                                                                            | Episode: "Celebrate Ricky Sargulesh"                            |
| 2010         | Happy Town                                 | John Haplin                                                                                | 8 episodes                                                      |
| 2010         | In Plain Sight                             | Mike Faber                                                                                 | 3 episodes                                                      |
| 2011         | Wainy Days                                 | Mr. Stickland                                                                              | Episode: "Kelly and Arielle Part 3"                             |
| 2011         | Parenthood                                 | Jack Kraft                                                                                 | Episode: "Slipping Away"                                        |
| 2011         | Law & Order: Criminal Intent               | Ben Langston                                                                               | Episode: "Cadaver"                                              |
| 2011         | Falling Skies                              | Dr. Michael Harris                                                                         | 3 episodes                                                      |
| 2011         | Web Therapy                                | Robert Lachman                                                                             | 2 episodes                                                      |
| 2011         | A Fairly Odd Movie: Grow Up, Timmy Turner! | Hugh J. Magnate, Jr.                                                                       | Television movie                                                |
| 2012–2017    | Ultimate Spider-Man                        | Norman Osborn/Green Goblin/Iron Patriot, Trapster, Venom, Ultimate Green Goblin, Fancy Dan | 28 episodes (voices)                                            |
| 2012         | Hot in Cleveland                           | Kyle                                                                                       | 2 episodes                                                      |
| 2012         | Wilfred                                    | Jeremy                                                                                     | 3 episodes                                                      |
| 2012–2016    | 2 Broke Girls                              | Martin Channing                                                                            | 3 episodes                                                      |
| 2012         | Malibu Country                             | Pete                                                                                       | Episode: "Bro Code"                                             |
| 2013         | Eve of Destruction                         | Dr. Karl Cameron                                                                           | 2 episodes                                                      |
| 2013–2014    | Dallas                                     | Governor Sam McConaughey                                                                   | 5 episodes                                                      |
| 2013         | Childrens Hospital                         | John Tandy                                                                                 | Episode: "Old Fashioned Day"                                    |
| 2014         | Regular Show                               | Jumpin' Jim                                                                                | Episode: "Rigby in the Sky with Burrito" (voice)                |
| 2014–2015    | Chasing Life                               | Dr. George Carver                                                                          | 22 episodes                                                     |
| 2014         | Murder in the First                        | Bill Wilkerson                                                                             | 10 episodes                                                     |
| 2014         | Bad Teacher                                | Ray                                                                                        | Episode: "What's Old Is New"                                    |
| 2014         | How to Get Away with Murder                | Max St. Vincent                                                                            | Episode: "It's All Her Fault"                                   |
| 2014–2017    | NCIS: New Orleans                          | Councilman/Mayor Douglas Hamilton                                                          | 18 episodes                                                     |
| 2015         | Helix                                      | Brother Michael                                                                            | 8 episodes                                                      |
| 2015         | Sleepy Hollow                              | President Thomas Jefferson                                                                 | Episode: "What Lies Beneath"                                    |
| 2015         | Community                                  | Detective Butcher                                                                          | Episode: "Ladders"                                              |
| 2015–2016    | House of Lies                              | Ron Zobel                                                                                  | 6 episodes                                                      |
| 2015         | The Comedians                              | Jamie Dobbs                                                                                | 2 episodes                                                      |
| 2015–2016    | iZombie                                    | Vaughn Du Clark                                                                            | 11 episodes                                                     |
| 2015         | The Mindy Project                          | James                                                                                      | Episode: "The Departed"                                         |
| 2017         | 13 Reasons Why                             | Principal Gary Bolan                                                                       | 7 episodes                                                      |
| 2017         | Ballers                                    | Julian Anderson                                                                            | 2 episodes                                                      |
| 2017         | Curb Your Enthusiasm                       | The Shucker                                                                                | Episode: "The Shucker"                                          |
| 2017-present | Mom                                        | Patrick                                                                                    | season 5 recurring role                                         |
| 2017         | The Librarians                             | Saint of Thieves                                                                           | Episode: "And the Christmas Thief"                              |
| 2018         | Avengers Assemble                          | Beyonder                                                                                   | 2 episodes (voice)                                              |

### Teatro
| Year      | Title                  | Role        | Notes       |
| --------- | ---------------------- | ----------- | ----------- |
| 1984–1985 | The Real Thing         | Billy       |             |
| 1984      | Come Back Little Sheba | Bruce       |             |
| 1985      | Homefront              | Jeremy      |             |
| 1986      | Loot                   | Various     |             |
| 2002–2003 | The Producers          | Leo Bloom   |             |
| 2005      | National Anthems       | Arthur Cook | The Old Vic |
| 2009      | The Philanthropist     | Donald      |             |
| 2013      | The Parisian Woman     | Tom         |             |